# Rossana Podestà
Rossana Podestà (ur. 20 czerwca 1934 w Trypolisie, zm. 10 grudnia 2013 w Rzymie) – włoska aktorka filmowa.
Rossana Podestà urodziła się i pierwsze lata życia spędziła w Trypolisie (obecnie w Libii, wówczas w kolonii włoskiej). Po II wojnie światowej przeniosła się do Rzymu. Jako nastolatka zadebiutowała w filmie Santa Fe Uprising (1946). Międzynarodową sławę przyniósł jej film Emilio Fernándeza Sieć (1953). Jej najbardziej znaną rolą jest tytułowa rola w Helenie Trojańskiej (1956) Roberta Wise'a. Grała też w wielu włoskich komediach.
Rossana Podestà poślubiła, a następnie rozwiodła się z producentem filmowym Marco Vicario. Później mieszkała w Dubino we Włoszech ze słynnym wspinaczem górskim, podróżnikiem i pisarzem Walterem Bonatti.